# 3М (літак)
3М (М-6; виріб «201»; за найменуванням НАТО: Bison-B) — радянський стратегічний бомбардувальник розробки ОКБ Мясіщєва.

## М-4
Стратегічний бомбардувальник 3М — різновид М-4 зі збільшеною дальністю польоту. На ньому двигуни АМ-3А замінили на ВД-7, зменшивши на 25% витрату пального, та збільшивши на 26% тягу. Аеродинамічні якості літака підвищилися внаслідок встановлення нового крила зі збільшеним розмахом і горизонтального оперення з покращеними властивостями без поперечного V і управляючим переставним стабілізатором.
Докладніше: М-4

## Створення 3М
Створення першого дослідного літака завершилася на початку осені 1955. У зв'язку із затримкою двигунів ВД-7 випробування вирішили проводити з двигунами АМ-3А. 27 березня 1956 року відбувся перший політ. Потім випробування проводили з двома двигунами ВД-7 і двома АМ-3А через сумніви в надійності роботи ВД-7. Завершили випробування вже з двигунами ВД-7. Під час випробувань під крилом літака встановлювалися додаткові підвісні баки, загальною місткістю 13 000 л, найбільша вага при цьому досягала 202 000 кг. Серійний випуск літаків 3М почався ще до завершення випробувань.
Під час випробувань ніяка машина не була втрачена. 1959 року на бомбардувальнику 3М встановили 12 світових рекордів висоти та вантажності.

### Різновиди
| Назва | Рік  | Короткий опис                                                                                             |
| ----- | ---- | --- |
| 3М    | 1955 | Різновид М-4 із збільшеною дальністю польоту. Початкова назва М-6 (виріб «201»).                          |
| M-29  | 1956 | Невтілений проєкт пасажирського літака на основі бомбардувальника 3М (початкова назва М-6П) на 250 місць. |
| 3МС   | 1957 | Різновид бомбардувальника 3М з двигунами РД-3М-500А.                                                      |
| 3МД   | 1960 | Бомбардувальник 3МД з двигунами ВД-7Б.                                                                    |
| 3МЕ   | 1963 | Висотний бомбардувальник з двигунами ВД-7П. Розробка зупинилася під час льотних випробувань.              |
| 3МН   | 1963 | Різновид 3М з двигунами ВД-7Б. Відбулося підвищення сили двигунів ВД-7 через зниження тяги до 9500 кгс.   |
| 3МР   | 1964 | Дальній морський розвідник. Прийнятий на воруження авіації Військово-морського флоту СРСР у 1964 році.    |
| 3МН-2 | 1971 | Переробка бомбардувальника 3МН у літак-заправник.                                                         |
| 3МС-2 | 1971 | Переробка бомбардувальника 3МС у літак-заправник.                                                         |
| 3М-5  | 1973 | Носій ракет КСР-5.                                                                                        |
| ВМ-Т  | 1982 | Транспортний різновид літака.                                                                             |

## Експлуатація
Черговий різновид літака ОКБ В.М. Мясіщєва появився у зв'язку з постановою уряду СРСР, у якій вимагалося створити літак-ракетоносець на основі літака 3М. На ньому встановили сучасніше обладнання, покращили аеродинаміку літака. Зовнішньо він відрізнявся подовженою, загостреною носовою частиною фюзеляжу зі штангою в кінці, що покращило аеродинаміку. Силова установка складалася із чотирьох більш економних двигунів ВД-7Б. Після спільних випробувань було прийнято рішення про заміну в серійному виробництві літака 3М літаком 3МД. Усього було побудовано 90 літаків 3М всіх модифікацій, включаючи дослідні.
На початку 1970-х в міжнародних відносинах настала доба розрядки, і був заключений договір про скорочення та обмеження стратегічних наступальних воружень. Брежнєв пообіцяв новому президенту США, що переробить 20 стратегічних бомбардувальників 3М в літаки-заправники, які вже будуть не в стані завдавати ядерних ударів. З цих літаків були зняти штанги дозаправлення і все бомбардувальне озброєння.
За 9 років свого існування ОКБ-23 підготувало на основі М-4 і ЗМ цілу низку проєктів, однак тогочасне керівництво надало перевагу іншим літакам.

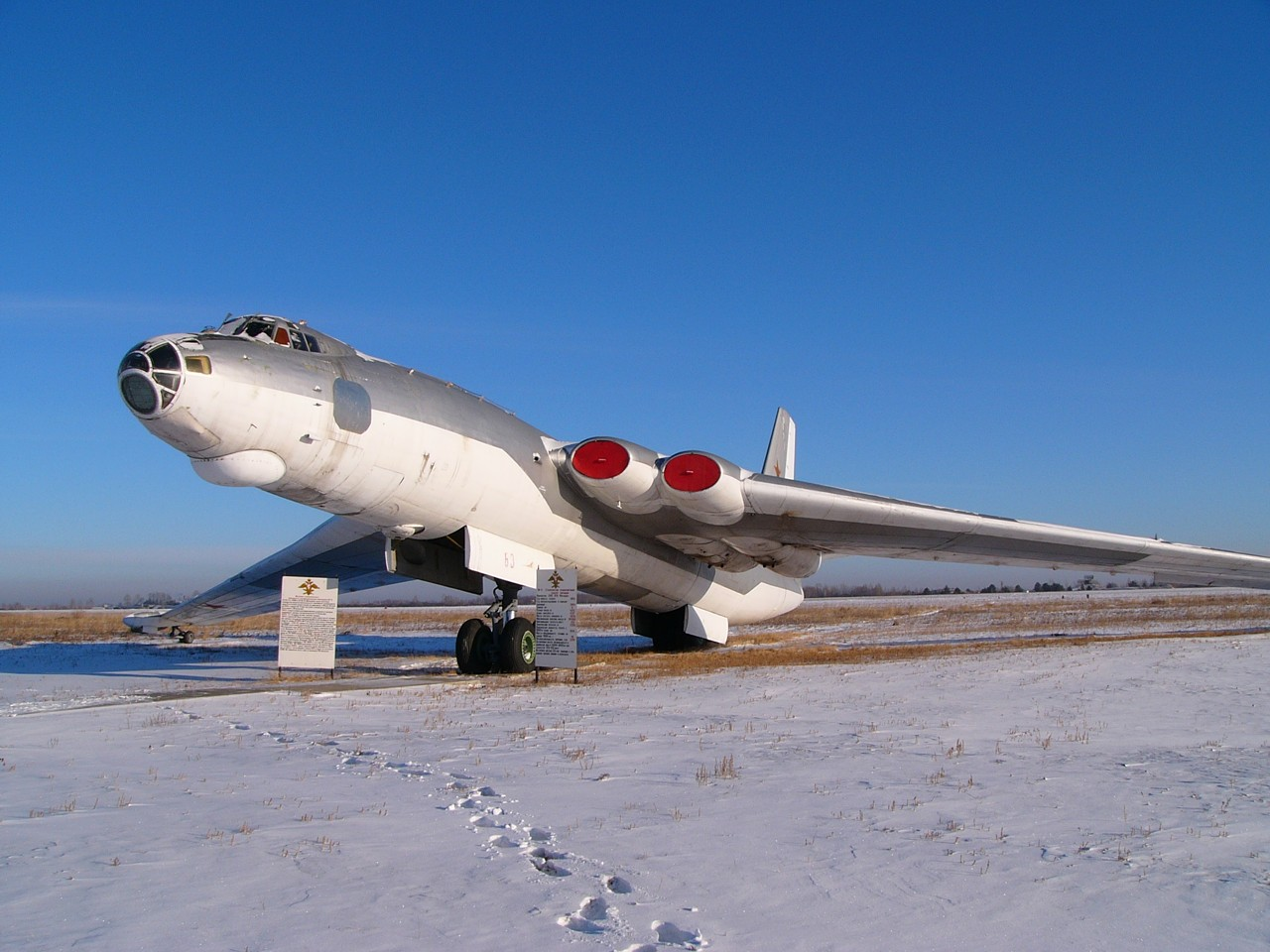
М-4-2

## Припинення експлуатації
У першій половині 1980-х закінчилося покращення Ту-95КМ у Ту-95К-22, також на воруження почали надходити нові ракетоносці Ту-95МС та Ту-160. Застарілі різновиди Ту-16, Ту-22 і Ту-95 почали виводити з використання та списувати. Під цю кампанію попали й останні бомбардувальники 3М, дев'ять з яких спершу вціліло. Це були різновиди 3МД, які вважалися командирськими машинами. Їх залишили на базі зберігання під Енгельсом. Лише один 3МД  в березні 1986 року був відкритий і перегнаний у Моніно. Інші 3МД були знищені протягом 1988—89 років.
Оскільки наповнення військ літаками-заправниками Іл-78 проходило повільніше від запланованого, усе ще була необхідність у танкерах 3МС-2 та МН-2. Останні літаки цих типів продовжували використовуватися до початку 1990-х років. Далі літаки спочатку були переведені у запас, а з 1996 року стали розпилюватися на металолом.

## Трощі та катастрофи
Робота на літаках цього різновиду вважалася дуже складною.
| дата | дата       | приналежність | тип   | місце               | жертви | подробиці                                                                 |
| ---- | ---------- | ------------- | ----- | ------------------- | ------ | ------------------------------------------------------------------------- |
| 1    | 21.03.1955 | ВПС СРСР      | М-4   | не встановлено      | 1      | складні метеоумови                                                        |
| 2    | 15.06.1955 | ВПС СРСР      | М-4   | не встановлено      | 0      | знищений у ході випробувань                                               |
| 3    | 25.08.1955 | ВПС СРСР      | М-4   | Саратовська область | 9      | розбився під час зльоту                                                   |
| 4    | 26.06.1956 | ВПС СРСР      | М-4М  | Саратовська область | 6      | розбився під час зльоту (серійний номер 5300912)                          |
| 5    | 17.08.1957 | ВПС СРСР      | М-4М  | не встановлено      | 6      | подробиці не встановлено (серійний номер: 5301417)                        |
| 4    | 23.08.1957 | ВПС СРСР      | М-4М  | не встановлено      | 6      | не встановлено (серійний номер: 5302023)                                  |
| 5    | 22.11.1957 | ВПС СРСР      | 3М    | Саратовська область | 7      | помилка екіпажу                                                           |
| 6    | 18.03.1958 | ВПС СРСР      | М-4М  | не встановлено      | 6      | авіакатастрофа під час випробувань                                        |
| 7    | 12.06.1961 | ВПС СРСР      | 3МД   | не встановлено      | 0      | троща                                                                     |
| 8    | 13.07.1961 | ВПС СРСР      | 3М    | Саратовська область | 7      | ймовірно помилка екіпажу                                                  |
| 9    | 25.12.1961 | ВПС СРСР      | М-4   | Амурська область    | 6      | помилка екіпажу та/або технічна несправність                              |
| 10   | 25.12.1961 | ВПС СРСР      | 3М    | Амурська область    | 0      | згорів після зіткнення із іншим літаком М-4                               |
| 11   | ??.??.1962 | ВПС СРСР      | 3МД   | не встановлено      | 7      | вибухнув у повітрі внаслідок пожежі на літаку                             |
| 12   | 08.03.1963 | ВПС СРСР      | 3МС-2 | Тихий океан         | 10     | зіткнення літаків через людський фактор, помилку екіпажу                  |
| 13   | 08.03.1963 | ВПС СРСР      | 3МС-2 | Тихий океан         | 10     | зіткнення літаків через людський фактор, помилку екіпажу                  |
| 15   | 05.05.1965 | ВПС СРСР      | 3МД   | Охотське море       | 7      | повністю знищений унаслідок помилки особового складу                      |
| 16   | 27.05.1965 | ВПС СРСР      | М-4-2 | не встановлено      | 0      | зіткнення у повітрі із літаком Ту-95К, здійснив жорстку посадку, списаний |
| 17   | 25.01.1971 | ВПС СРСР      | М-4   | Комі АРСР           | 7      | помилка екіпажу та/або технічна несправність                              |
| 18   | 15.04.1971 | ВПС СРСР      | 3МС-2 | Мурманська область  | 8      | літак розбився при заході на посадку                                      |
| 19   | 15.04.1972 | ВПС СРСР      | 3М    | Мурманська область  | 7      | повністю знищений під час посадки                                         |
| 20   | 17.09.1974 | ВПС СРСР      | М-4-2 | не встановлено      | 1      | повністю знищений унаслідок технічної несправності                        |
| 21   | 13.05.1975 | ВПС СРСР      | 3М    | Саратовська область | 6      | вибухнув повітрі внаслідок пожежі на літаку                               |
| 22   | 08.07.1978 | ВПС СРСР      | 3М    | Амурська область    | 2      | повністю знищений унаслідок технічної несправності                        |
| 23   | 08.08.1984 | ВПС СРСР      | 3М    | Саратовська область | 5      | під час набору висоти літак загорівся у повітрі і розбився                |
| 24   | 01.07.1985 | ВПС СРСР      | М-4   | не встановлено      | 0      | технічна несправність під час польоту, екіпаж катапультувався             |
| 25   | 16.10.1986 | ВПС СРСР      | М-4   | не встановлено      | 1      | помилка екіпажу під час посадки літака                                    |
| 26   | 16.05.1992 | ВПС Росії     | 3МС-2 | Саратовська область | 6      | повністю знищений унаслідок зіткнення в повітрі                           |
| 27   | 16.05.1992 | ВПС Росії     | 3МС-2 | Саратовська область | 5      | повністю знищений унаслідок зіткнення в повітрі                           |